# Metástasis (Xenakis)

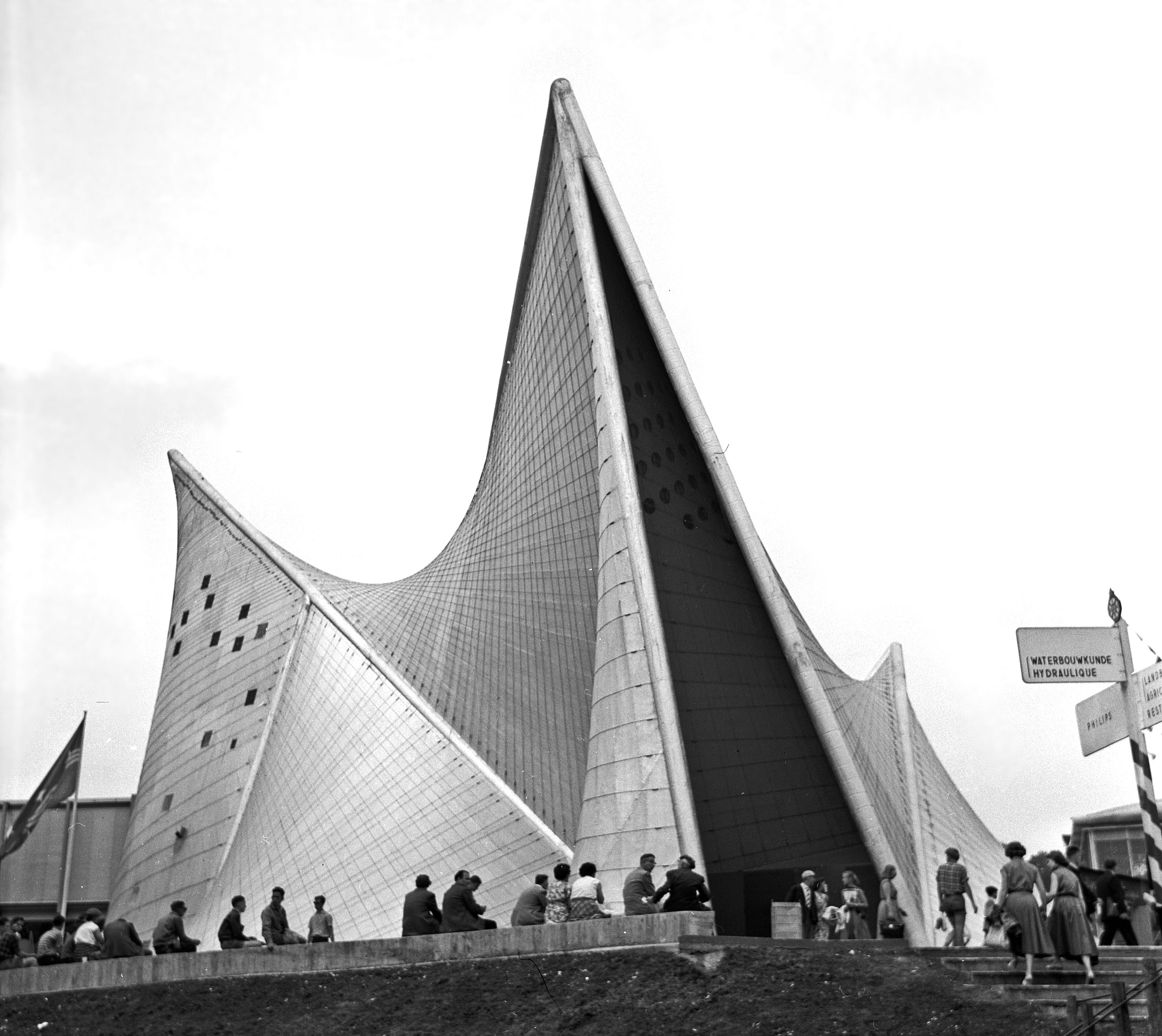
El pabellón Philips, que muestra los paraboloides hiperbólicos usados en Metastaseis.

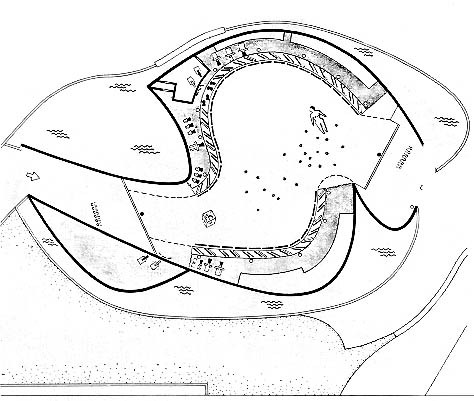
Corte en planta del Pabellón

Metástasis (del griego Metastaseis, Μεταστάσεις, deletreado Metastasis en una transliteración correcta al francés, o como en algunos escritos tempranos del compositor Métastassis) es una obra orquestal para 61 músicos de Iannis Xenakis. Es su primera obra de importancia, fue escrita entre 1953 y 1954 tras terminar sus estudios con Olivier Messiaen y suele tener una duración de ocho minutos. El estreno de la obra tuvo lugar en 1955 durante el Festival de Donaueschingen bajo la batuta del director Hans Rosbaud. Esta obra iba a formar parte en un principio de una trilogía titulada Anastenaria (junto con Procession aux eaux claires y Sacrifice), pero fue separada por el compositor para su interpretación aislada.
La obra requiere una orquesta de 61 instrumentistas (12 instrumentos de viento, 3 percusionistas a cargo de 7 instrumentos, 46 instrumentos de cuerda) todos ellos tocando partes individuales distintas de las demás. Está escrita usando la técnica "sonido en masa", en la que cada intérprete es responsable de completar glisandos a diferentes alturas y tiempos. La pieza está dominada por las cuerdas, iniciando la pieza al unísono separándose posteriormente en 46 partes. Esto se puede ver muy bien en la representación gráfica que Xenakis hizo de la obra.